# 乌西站
乌西站（维吾尔语：ئۈرۈمچی غەربىي بېكىتى，拉丁维文：Ürümchi gherbiy békiti）是位于新疆维吾尔自治区乌鲁木齐市头屯河区兰新铁路1901.883米里程处的铁路车站，邮政编码830023。乌西站是乌鲁木齐铁路枢纽的编组站，主要担负兰新线、北疆线、乌将线方向货物列车接发、编组、解体和改编作业，兼办货物运输业务，车站等级为一等。

## 车站结构
车站规模三级六场，西咽喉的乌西西线路所衔接北疆铁路正线，东咽喉衔接兰新线和乌西乌北联络线；上行到发场设有旅客站台和站房。
| 站场/线路     | 乌西西所        | ←北疆正线                | 上行到发场       | 兰新正线→                                             |
| 站场/线路     | 乌西西所        | 到达Ⅰ场 机务段           | 调车Ⅳ场          | 出发Ⅴ场                                               |
| 站场/线路     | 乌西西所        | 到发Ⅵ场 中欧班列集结中心 | 下行到发Ⅲ场 货场 | \| ↗乌西乌北联络线 \| \| ←下行西外包线 \| 乌西车辆段' |
| 站场/线路     | ↗乌西乌北联络线 |                          |                  |                                                       |
| ←下行西外包线 |                 |                          |                  |                                                       |

## 历史
本站在规划阶段称西山总站:64。车站于1962年12月12日建成，候车室面积100多平方米。1963年3月10日开始办理临时运营，1966年1月1日正式与全国各地办理运营业务。1985年，乌西站有到发线8条、编组线14条、货物线3条。1990年8月新建一座建筑面积为8296.31平方米候车大楼。货场总面积92474平方米，站内有通往原油库、成品油库、石油器材库等铁路专用线6条及通向八一钢铁厂的专用铁道等。
2005年，乌西站已成为混合式二级四场的地方性编组站，担负着货物列车的到发、编解作业；同时还担当着各专用线、段管线的取送，客车底的取送、换挂任务。与车站衔接的有原油库、器材库、中油化工、油品换装、集装箱、八一钢铁厂等14条专用线、专用铁路和4条段管线。车站发送的主要品类有原油、成品油、石油副产品、钢材、集装箱等，到达的主要品类有石油器材和冶金原料。由于沙区的乌鲁木齐站不设客运机务、车辆设备，乌站始发车底需回送至本站的车间整备。
随着二宫的乌鲁木齐新客站的建成和逐步投入使用，原先经由乌西站的旅客列车全数改为停靠新客站，本站也因此停止客运业务，旅客列车目前除了临时停车以及路局内部通勤列车外，其余全部通过本站不停。
在乌精二线工程中，车站站型从二级四场改建为三级五场。